# 田中千絵
田中 千絵（たなか ちえ、1981年8月17日 - ）は、東京都出身の女優。別名:田中千繪、田中千绘、Tiánzhōng Qiānhuì。アミューズ所属。父はトニー・タナカ。

## 人物・略歴
松蔭高校、玉川大学出身。1998年『美少女H』（フジテレビ）でデビュー。1999年から2000年の「東京電話」CM『寺内貫太郎一家』の娘・静江役で体操着にて出演。
2006年6月に台湾へ渡り、国立台湾師範大学で中国語を学ぶ。2008年8月に公開され、台湾歴代映画興行ランキング1位になった台湾映画『海角七号 君想う、国境の南』では范逸臣と共に主演を務めた。2008年12月3日、台湾Yahoo!による世論調査「2008年台湾マン・オブ・ザ・イヤー」において陳水扁、王永慶に次ぐ3位となった。
2012年、内閣府から「世界で活躍し『日本』を発信する日本人」の一人に選ばれた。

## 人物
日本の芸能界に身を置いた10年間は、自分には特徴がなかったと感じていた。自分の実力で仕事をしたいという思いだけで、2006年、単身で台湾へ渡る。台湾においては、師範大学で北京語を学ぶ。当初、「北京語を完璧にマスターすること」「そのために日本人の友人をつくらない」、この2つを自らに課していた。
台湾に渡った後の1年以上、先が見えない生活を過ごすが、無名の田中に転機が訪れる。台湾生活の悩みをつづっていた田中のブログを見た映画監督、ウェイ・ダーションから、映画『海角七号 君想う、国境の南』のヒロインに抜擢される。当時台湾映画界は、1998年以降の映画不況の真っただ中で10年間ヒット作がなく、この映画の撮影も資金難に遭遇し、2度撮影が中断した。しかし、田中は資金集めに協力し、スタッフと一緒になりスポンサーに頭を下げて歩いた。その後『海角七号 君想う、国境の南』は、2008年に公開されると、台湾映画史上におけるNo.1の興行収入を達成する大ヒットを飛ばし、台湾版アカデミー賞といわれる金馬奨において、10部門がノミネートされ6部門が受賞する快挙を達成した。
近況としては、中国電影集団の会長で『レッドクリフ』のプロデューサーでもあるハン・サンピン（韩三平）が、2010年公開予定の映画『愛情36計』の主演に、田中を指名している。

## 出演

### 映画
- ピンポン（2002年）
- ドラッグストア・ガール（2004年）
- 丹下左膳 百万両の壺（2004年）[4]
- 頭文字Ⅾ（香港、2005年） - 美也 役
- 春の雪（2005年）- みね 役
- 情義我心知（香港、2005年） - 幸子 役
- 海角七号 君想う、国境の南（台湾、2008年） - 主演 友子 役
- 對不起，我愛你（台湾、2009年） 主演
- 愛到底:華山22篇（台湾、2009年）- Sammi 役
- 愛情36計（中国、2010年） - 主演 辛心欣 役
- セデック・バレ（台湾、2011年） - 小島松野 役
- スピード・エンジェルス（中国語版）（中国、2011年） - 紗野嘉 役
- 2012来了（中国、2011年） 主演 - 慧子 役
- 厨子，戯子，痞子（中国、2013年） - 柳田桜 役
- 變身（台湾、2013年）
- 屍憶 -SHIOKU-（中国語版）（台湾、2015年） 主演 王依涵 役

### テレビドラマ
- 美少女H（1998年、フジテレビ）
- 美少女H2（1998年、フジテレビ）
- 美少女H3（1999年、フジテレビ）
- 富江 アナザフェイス（1999年12月26日、関西テレビ） - 第一話 美紀 役
- 女と愛とミステリー 「北の捜査線・小樽港署」（2002年、テレビ東京） ‐ 岩本英子 役
- スカイハイ（2003年、テレビ朝日） - 奥田光恵 役
- 特捜戦隊デカレンジャー（2004年、テレビ朝日） - マイク星人テレサ 役
- 剣客商売スペシャル「決闘・高田の馬場」（2005年、フジテレビ） - お初 役
- 星光下的童話（2010年、中華テレビ） - 星野真 役
- 智者無敵（2010年、北京テレビ） - 石川雲子 役
- 密戦太陽山（2010年、中央テレビ） - 袁慧 役
- 養母（2011年、北京テレビ） - 単秋雅 役
- 児女情更長 (2012年、中央テレビ) - 譚芳芳 役
- 義者無敵 (2013年、北京テレビ) - 陸瀟 役
- 貴族探偵 第9話（2017年6月12日、フジテレビ）- 水橋佐和子 役
- グッド・バイ（2018年、テレビ大阪）- 桃子 役

### テレビ番組
- 三宅裕司のワークパラダイス（山口放送 1999年10月 - 2000年3月）
- 世界・ふしぎ発見!（TBS 2001年4月21日）
- 魔女たちの22時（日本テレビ系列 2010年9月28日）

### CM
- 東京電話（企業CM）（1999年）
- ダスキン（企業CM）（2000年）
- 郵便局 簡易保険「Kampo」（2001年）
- NTT タウンページ（2001年）
- 三菱電機（企業CM）（2002年）
- ほのぼのレイク（2005年）
- 佐川急便「学校編」（2005年）
- パチンコダイナム（企業CM）（2003年 - ）
- 威宝電信 台湾（2007年）
- MITSUBISHI MOTORS（中華汽車） コルトプラス 台湾（2008年）
- モスバーガー 台湾（2009年）
- 東元家電 台湾（2009年）
- キムコ 台湾（2009年）
- 九美子 中国（2009年）
- アーノルドパーマー 台湾 (2009年)

### MV
- 周杰倫 七里香 （2004年）
- 黃靖倫 月光 （2008年）
- 蕭煌奇 只能勇敢 (2011年)

### イメージガール
- ドスパラ  （2005年）